# 光山社
光山社（こうざんしゃ）は、群馬県に本拠を置く企業グループ。後に衆議院議員となった小渕光平が群馬県吾妻郡中之条町に興した小渕製糸所が源流である。昭和恐慌後の混乱に乗じて時流にのり、大規模企業として成長した。製糸業の枠からはみ出し、多角的な経営を行い、時代の寵児としてもてはやされた。小渕光平が衆議院議員在職中の1958年に死去した後は、長男の小渕庚午が二代目小渕光平を襲名し総帥となった。現在の主力は日本電気の下請けとして精密機械工業を担う光山電気工業と、メリヤス事業。秋田県・フィリピンなどに工場を持つ。

## 沿革
- 1923年　初代小渕光平が小渕製糸所を設立
- 1959年　二代目小渕光平が2代目社長に就任
- 1961年　光山社グループを立ち上げる
- 1964年　光山電化工業・光山運輸工業を設立
- 1978年　NEC量販商品の販売を開始
- 1993年　光山フィリピンを設立
- 1998年　光山ソフトウェアーを設立

## 構成企業・過去に構成していた企業
- 光山電気工業
- 光山倉庫
- 光山石材
- 光山電化工業
- 光山興業
- 光山商事
- 光山木材
- 光山自動車工業
- 吾妻観光自動車
- 吾妻貨物自動車
- 北毛自動車運送社
- ホテル光山荘
- 光山フィリピン
- 光山ソフトウェア
- 光山カビデ
- 赤城通信工業